# Blockbuster Entertainment Awards
Pour les articles homonymes, voir Blockbuster (homonymie).
Les Blockbuster Entertainment Awards sont des récompenses cinématographiques américaines décernées chaque année entre 1995 et 2001 par la société Blockbuster LLC.

## Historique
Les prix ont eu lieu pour la première fois le 3 juin 1995 au Pantages Theatre et diffusés le 6 juin. L'idée de la remise des prix est venue de Brian Woods, directeur marketing de Blockbuster, qui a travaillé sur le projet pendant environ deux ans. Blockbuster aurait vu la création des récompenses comme un moyen de promouvoir à la fois la société et les artistes dont les disques et les films étaient vendus dans leurs magasins.

## Catégories de récompenses
- Acteur préféré dans un film science-fiction (Favorite Actor - Sci-Fi)
- Actrice préférée dans un film de science-fiction (Favorite Actress - Sci-Fi)
- Acteur de second rôle masculin préféré dans un film de science-fiction (Favorite Supporting Actor - Sci-Fi)
- Actrice de second rôle féminin préférée dans un film de science-fiction (Favorite Supporting Actress - Sci-Fi)
- Révélation féminine préférée (Favorite Female Newcomer)
- Meilleure bande originale (Favorite Soundtrack)

## Palmarès 1997
Les lauréats seront indiqués ci-dessous dans chaque catégorie en caractères gras

### Acteur préféré dans un film science-fiction
- Will Smith pour le rôle du capitaine Steven « Steve » Hiller dans Independence Day

### Acteur préféré dans un film à suspense
- Mel Gibson pour le rôle de Tom Mullen dans La Rançon (Ransom)

### Second rôle féminin préféré dans un film à suspense
- Lili Taylor pour le rôle de Maris Conner dans La Rançon (Ransom)

## Palmarès 1998

### Acteur préféré dans un film d’action / aventure
- Nicolas Cage pour le rôle de Cameron Poe, ex-Ranger dans Les Ailes de l'enfer (Con Air)
- Nicolas Cage pour le rôle de Castor Troy / Sean Archer dans Volte-face (Face/Off)
  - John Travolta pour le rôle de Sean Archer / Castor Troy dans Volte-face (Face/Off)

### Actrice préférée dans un film d’action / aventure
- Nicole Kidman pour le rôle du Dr. Julia Kelly dans Le Pacificateur (The Peacemaker)

### Second rôle masculin préféré dans un film d’action / aventure
- John Cusack pour le rôle de l'US Marshal Vincent « Vince » T. Larkin dans Les Ailes de l'enfer (Con Air)
  - Alessandro Nivola pour le rôle de Pollux Troy dans Volte-face (Face/Off)

### Second rôle féminin préférée dans un film d’action / aventure
- Rachel Ticotin pour le rôle de la garde Sally Bishop dans Les Ailes de l'enfer (Con Air)
  - Joan Allen pour le rôle de Eve Archer dans Volte-face (Face/Off)

### Acteur préféré dans un film science-fiction
- Will Smith pour le rôle de James Edwards III et l'Agent J dans Men in Black
  - Jeff Goldblum pour le rôle du Pr Ian Malcolm dans Le Monde perdu : Jurassic Park (The Lost World: Jurassic Park)
  - Tommy Lee Jones pour le rôle de l'Agent K dans Men in Black

### Actrice préférée dans un film de science-fiction
- Uma Thurman pour le rôle de Poison Ivy / Docteur Pamela Isley dans Batman et Robin[4]
  - Julianne Moore pour le rôle du Dr Sarah Harding dans Le Monde perdu : Jurassic Park (The Lost World: Jurassic Park)
  - Sigourney Weaver pour le rôle du huitième clone d'Ellen Ripley dans Alien, la résurrection (Alien: Resurrection)

### Acteur préféré dans un film d’horreur
- David Arquette pour le rôle de Dwight Riley dans Scream 2

### Actrice préférée dans un film d'horreur
- Neve Campbell pour le rôle de Sidney Prescott dans Scream 2
  - Courteney Cox pour le rôle de Gale Weathers dans Scream 2

### Second rôle masculin préféré dans un film de science-fiction
- Chris O'Donnell pour le rôle de Robin et Dick Grayson dans Batman et Robin
  - Arnold Schwarzenegger pour le rôle de Mr. Freeze et Docteur Victor Fries dans Batman et Robin
  - Vincent D'Onofrio pour le rôle de Edgar dans Men in Black

### Second rôle féminin préférée dans un film de science-fiction
- Winona Ryder pour le rôle de Call dans Alien, la résurrection (Alien: Resurrection)
  - Alicia Silverstone pour le rôle de Batgirl et Barbara dans Batman et Robin
  - Linda Fiorentino pour le rôle de Laurel Weaver et l'Agent L dans Men in Black

### Second rôle masculin préféré dans un film d‘horreur
- Jamie Kennedy pour le rôle de Randy Meeks dans Scream 2

### Second rôle féminin préférée dans un film d‘horreur
- Jada Pinkett Smith pour le rôle de Maureen Evans dans Scream 2

### Révélation masculine préférée
- Casper Van Dien pour le rôle de Johnny Rico dans Starship Troopers

### Révélation féminine préférée
- Milla Jovovich pour le rôle de Leeloo dans Le Cinquième Élément (The Fifth Element)[5]
- Denise Richards pour le rôle de Carmen Ibanez dans Starship Troopers

### Meilleure chanson d'un film pour la chanson
- Les Ailes de l'enfer (Con Air) – pour la chanson How Do I Live

### Meilleure bande originale
- Men in Black

## Palmarès 1999

### Acteur préféré dans un film de comédie
- Eddie Murphy pour le rôle de Dr John Dolittle dans Docteur Dolittle (Doctor Dolittle)

### Second rôle masculin préféré dans un film de comédie
- Oliver Platt pour le rôle de Dr Mark Weller dans Docteur Dolittle (Doctor Dolittle)

### Second rôle féminin préféré dans une comédie
- Kyla Pratt pour le rôle de Maya Dolittle dans Docteur Dolittle (Doctor Dolittle)

### Acteur préféré dans un film de comédie / romance
- Harrison Ford pour le rôle de Quinn Harris dans Six jours, sept nuits (Six Days Seven Nights)

### Actrice préférée dans un film de comédie / romance
- Anne Heche pour le rôle de Robin Monroe dans Six jours, sept nuits (Six Days Seven Nights)

### Second rôle masculin préféré dans un film de comédie / romance
- David Schwimmer pour le rôle de Frank Martin dans Six jours, sept nuits (Six Days Seven Nights)

### Second rôle féminin préféré dans un film de comédie / romance
- Jacqueline Obradors pour le rôle de Angelica dans Six jours, sept nuits (Six Days Seven Nights)

### Acteur préféré dans un film d’action / aventure
- Will Smith pour le rôle de Robert Clayton Dean dans Ennemi d'État (Enemy of the State)

### Second rôle masculin préféré dans un film d’action / aventure
- Gene Hackman pour le rôle de Edward « Brill » Lyle dans Ennemi d'État (Enemy of the State)

### Second rôle féminin préférée dans un film d’action / aventure
- Vanessa Redgrave pour le rôle de Robin Lerner, la mère de Jenny dans Deep Impact

### Acteur préféré dans un film science-fiction
- Bruce Willis pour le rôle de Harry S. Stamper, chef des foreurs dans Armageddon
  - Robert Duvall pour le rôle du capitaine Spurgeon « Lou » Tanner dans Deep Impact
  - Morgan Freeman pour le rôle de Beck, le président des États-Unis dans Deep Impact

### Actrice préférée dans un film science-fiction
- Liv Tyler pour le rôle de Grace Stamper dans Armageddon
  - Téa Leoni pour le rôle de Jenny Lerner dans Deep Impact

### Second rôle masculin préféré dans un film de science-fiction
- Ben Affleck pour le rôle de Albert Jones « A. J. » Frost, foreur dans Armageddon
  - Billy Bob Thornton pour le rôle de Dan Truman, directeur des opérations de la NASA dans Armageddon
  - Elijah Wood pour le rôle Leo Biederman dans Deep Impact

### Acteur préféré dans un film à suspense
- Nicolas Cage pour le rôle de l'inspecteur Richard « Rick » Santoro dans Snake Eyes

### Second rôle masculin préféré dans un film à suspense
- Gary Sinise pour le rôle du commandant Kevin Dunne dans Snake Eyes

### Second rôle féminin préféré dans un film à suspense
- Carla Gugino pour le rôle de Julia Costello dans Snake Eyes

### Acteur préféré dans un film dans un film d’horreur
- Wesley Snipes pour le rôle de Eric Brooks et Blade dans Blade
  - Adam Arkin pour le rôle de Will Brennan dans Halloween, 20 ans après (Halloween H20: Twenty Years Later)

### Actrice préférée dans un film d’horreur
- Jamie Lee Curtis pour le rôle de Laurie Strode et Keri Tate dans Halloween, 20 ans après (Halloween H20: Twenty Years Later)

### Second rôle masculin préféré dans un film d‘horreur
- Kris Kristofferson pour le rôle de Abraham Whistler dans Blade
- LL Cool J pour le rôle de Ronny Jones dans Halloween, 20 ans après (Halloween H20: Twenty Years Later)

### Révélation masculine préférée
- Josh Hartnett pour le rôle de John Tate dans Halloween, 20 ans après (Halloween H20: Twenty Years Later)

### Méchant préféré
- Deacon Frost interprété par Stephen Dorff dans Blade
  - Thomas Brian Reynolds, le directeur Adjoint de la NSA interprété par Jon Voight dans Ennemi d'État (Enemy of the State)

### Meilleure bande originale
- Armageddon

## Palmarès 2000

### Acteur préféré dans un film de comédie
- Tim Allen pour le rôle de Jason Nesmith / le commandant Peter Quincy Taggart dans Galaxy Quest
- Marlon Wayans pour le rôle de Shorty Meeks dans Scary Movie
- Shawn Wayans pour le rôle de Ray Wilkins dans Scary Movie
- Robin Williams pour le rôle de Andrew Martin dans L'Homme bicentenaire (Bicentennial Man)

### Actrice préférée dans un film de comédie
- Sigourney Weaver pour le rôle de Gwen DeMarco / le lieutenant Tawny Madison dans Galaxy Quest

### Second rôle féminin préférée dans un film de comédie
- Cheri Oteri pour le rôle de Gail Hailstorm dans Scary Movie
  - Embeth Davidtz pour le rôle de Amanda Martin / Portia Charney dans L'Homme bicentenaire (Bicentennial Man)

### Acteur préféré dans un film de comédie / romance
- Ben Affleck pour le rôle de Ben Holmes dans Un Vent de folie (Forces of Nature)

### Actrice préférée dans un film de comédie / romance
- Sandra Bullock pour le rôle de Sarah Lewis dans Un Vent de folie (Forces of Nature)

### Second rôle féminin préférée dans un film de comédie / romance
- Maura Tierney pour le rôle de Bridget Cahill dans Un Vent de folie (Forces of Nature)

### Second rôle masculin préféré dans un film de comédie / romance
- Steve Zahn pour le rôle de Alan dans Un Vent de folie (Forces of Nature)

### Acteur préféré dans un film d’horreur
- Liam Neeson pour le rôle du Dr David Marrow dans Hantise (The Haunting)

### Actrice préférée dans un film d'horreur
- Catherine Zeta-Jones pour le rôle de Theodora « Theo » dans Hantise (The Haunting)

### Second rôle féminin préférée dans un film d‘horreur
- Lili Taylor pour le rôle de Eleanor « Nell » Vance dans Hantise (The Haunting)

### Second rôle masculin préféré dans un film d‘horreur
- Owen Wilson pour le rôle de Luke Sanderson dans Hantise (The Haunting)

### Acteur préféré dans un film à suspense
- Bruce Willis pour le rôle du Dr. Malcolm Crowe dans Sixième Sens (The Sixth Sense)

### Second rôle féminin préféré dans un film à suspense
- Toni Collette pour le rôle de Lynn Sear dans Sixième Sens (The Sixth Sense)

### Révélation masculine préférée (Internet uniquement)
- Haley Joel Osment pour le rôle de Cole Sear dans Sixième Sens (The Sixth Sense)

## Palmarès 2001

### Acteur préféré dans un film de comédie
- Martin Lawrence pour le rôle de Malcolm Turner / Big Mamma dans Big Mamma (Big Momma's House)

### Actrice préférée dans un film de comédie
- Nia Long pour le rôle de Sherry Pierce dans Big Mamma (Big Momma's House)

### Second rôle féminin préférée dans un film de comédie
- Blythe Danner pour le rôle de Dina Byrnes dans Mon beau-père et moi (Meet the Parents)

### Second rôle masculin préféré dans un film de comédie
- Paul Giamatti pour le rôle de John dans Big Mamma (Big Momma's House)
- Tom Green pour le rôle de Barry Manilow dans Road Trip
- Owen Wilson pour le rôle de Kevin Rawley dans Mon beau-père et moi (Meet the Parents)

### Acteur préféré dans un film de comédie / romance
- Robert De Niro pour le rôle de Jack Byrnes dans Mon beau-père et moi (Meet the Parents)
- Will Smith pour le rôle de Bagger Vance dans La Légende de Bagger Vance (The Legend of Bagger Vance)
- Ben Stiller pour le rôle de Gaylord « Greg » M. Furniker dans Mon beau-père et moi (Meet the Parents)

### Actrice préférée dans un film de comédie / romance
- Charlize Theron pour le rôle de Adele Invergordon dans La Légende de Bagger Vance (The Legend of Bagger Vance)

### Second rôle féminin préférée dans un film de comédie / romance
- Maria Bello pour le rôle de Lil dans Coyote Girls (Coyote Ugly)

### Acteur préféré dans un film dramatique
- Tom Hanks pour le rôle de Chuck Noland dans Seul au monde (Cast Away)

### Actrice préférée dans un film dramatique
- Joan Allen pour le rôle de la Sénatrice Laine Hanson, nommée à la vice-présidence dans Manipulations (The Contender)

### Second rôle féminin préférée dans un film dramatique
- Helen Hunt pour le rôle de Kelly Frears dans Seul au monde (Cast Away)

### Acteur préféré dans un film d’action
- Nicolas Cage pour le rôle de Randall « Memphis » Raines dans 60 secondes chrono (Gone in 60 Seconds)
- Tom Cruise pour le rôle de Ethan Hunt dans Mission impossible 2 (Mission: Impossible II)

### Actrice préférée dans un film d’action
- Angelina Jolie pour le rôle de Sara « Sway » Wayland dans 60 secondes chrono (Gone in 60 Seconds)

### Second rôle féminin préférée dans un film d’action
- Lucy Liu pour le rôle de la princesse Pei Pei dans Shanghai Kid (Shanghai Noon)

### Acteur préféré dans un film à suspense
- Harrison Ford pour le rôle du Dr Norman Spencer dans Apparences (What Lies Beneath)
  - Samuel L. Jackson pour le rôle de Elijah Price dans Incassable (Unbreakable)
  - Bruce Willis pour le rôle de David Dunn dans Incassable (Unbreakable)

### Actrice préférée dans un film à suspense
- Michelle Pfeiffer pour le rôle de Claire Spencer dans Apparences (What Lies Beneath)

### Second rôle féminin préféré dans un film à suspense
- Diana Scarwid pour le rôle de Jody dans Apparences (What Lies Beneath)
- Robin Wright pour le rôle de Audrey Dunn dans Incassable (Unbreakable)

### Second rôle masculin préféré dans un film à suspense
- Spencer Treat Clark pour le rôle de Joseph Dunn dans Incassable (Unbreakable)

### Révélation féminine préférée
- Thandie Newton pour le rôle de Nyah Nordoff-Hall dans Mission impossible 2 (Mission: Impossible II)
- Piper Perabo pour le rôle de Violet "Jersey" Stanford dans Coyote Girls (Coyote Ugly)
- Teri Polo pour le rôle de Pam Byrnes dans Mon beau-père et moi (Meet the Parents)

### Acteur préféré dans un film d’horreur (Internet uniquement)
- David Arquette pour le rôle de Dwight Riley dans Scream 3

### Actrice préférée dans un film d'horreur (Internet uniquement)
- Neve Campbell pour le rôle de Sidney Prescott dans Scream 3
  - Courteney Cox pour le rôle de Gale Weathers dans Scream 3

### Meilleure équipe d'action (Internet uniquement)
- Shanghai Kid (Shanghai Noon) – Jackie Chan et Owen Wilson

### Meilleur méchant (Internet uniquement)
- Dougray Scott pour le rôle de Sean Ambrose dans Mission impossible 2 (Mission: Impossible II)

### Meilleure bande originale (Internet uniquement)
- Mission impossible 2 (Mission: Impossible II)
- Coyote Girls (Coyote Ugly)

### Meilleure chanson pour un film (Internet uniquement)
- Coyote Girls (Coyote Ugly) – LeAnn Rimes (pour la chanson Can't Fight The Moonlight)